# Diana Ruiz
Diana Estefanía Ruiz Solís (Píllaro, provincia de Tungurahua, 7 de abril de 1992-La Libertad, provincia de Santa Elena, 26 de noviembre de 2024)  fue una piloto de aviones militares ecuatoriana, conocida por ser la primera mujer en volar a velocidad supersónica en Ecuador.

## Biografía
Diana Ruiz, nació en el cantón Píllaro, provincia de Tungurahua, el 7 de abril de 1992, en el año 2009 se inscribió en la Escuela Superior Militar "Cosme Rennella Barbatto" (ESMA).
En marzo del 2014 a la edad de 22 años en la base militar de Taura, se convirtió en la primera mujer ecuatoriana en volar un avión militar a velocidad supersónica, a borde de un avión Atlas Cheetah.
Falleció el 26 de noviembre de 2024 en un accidente aéreo en la provincia de Santa Elena.